# Elassogaster vanderwulpi
Elassogaster vanderwulpi är en tvåvingeart som beskrevs av Friedrich Georg Hendel 1914. Elassogaster vanderwulpi ingår i släktet Elassogaster och familjen bredmunsflugor. Inga underarter finns listade i Catalogue of Life.